# Дондушень (станція)
Дондушень, (Дондюшани) (рум. Gara Donduşeni) — проміжна залізнична станція на лінії Бєльці-Слободзея — Окниця. Розташована у адміністративному центрі Дондушенського району місті Дондушень на півночі Молдови.

## Історія
Історія Дондушень тісно пов'язана з будівництвом залізничної лінії Бєльці — Окниця, яке почалося навесні 1888 року і завершилося восени 1893 року. Восени 1893 року, з відкриттям руху поїздів була побудована станція Дондушень, навколо якої почав розбудовуватись населений пункт. 
Впродовж 1902—1905 років біля будівлі залізничного вокзалу побудовані пожежна станція, водонапірна вежа, два зернових склада, вантажна платформа, три житлових будинки та 2 км автошляхів.
Після 1905 року у обидві сторони під'їзної колії до вокзалу (нині — вулиця Індепенденцей) почалося спорудження приватних будинків. У 1910 році в Дондушень стали проводитися ярмарки, і з тих пір населений пункт іменувався торгом. До 1915 року тут були засновані перші дрібні ремісничі та комерційні підприємства.
Впродовж 1946—1947 років Бессарабія була охоплена страшним голодомором, який торкнувся і дондушанців. Влітку 1949 року всього за одну ніч була проведена так звана операція по «розкуркуленню» бесарабців. 6 липня 1949 року 11 родин з Дондушень, в тому числі 19 дітей, були звезені до вокзалу, завантажені до вагонів для перевезення худоби і депортовані у Сибір.

## Пасажирське сполучення
На станції Дондушень зупиняються:
| Рух поїздів по станції Дондушень                   |                           |                          |
| №                                                  | Маршрут сполучення        | Періодичність курсування |
| Пасажирські поїзди (скасовані з березня 2020 року) |                           |                          |
| 47/48                                              | Кишинів — Москва          | Курсував щоденно         |
| 341/342                                            | Кишинів — Москва          | Курсував щоденно         |
| 361/362                                            | Кишинів — Санкт-Петербург | Курсував через день      |
| Регіональні поїзди                                 |                           |                          |
| 831                                                | Бєльці-Слободзея — Окниця | Щоденно                  |
| 836                                                | Окниця — Бєльці-Слободзея | Щоденно                  |